# آسو
 آسو  بضم الألف وسكون السين، قرية من نواحي بركة حاج على، تتبع بلدة كوخرد  (بالفارسية: بخش كوخرد)  من توابع مدينة بستك في محافظة هرمزغان في جنوب إيران. تقع في شرق كوخرد، وتبعد عنها حوالي 9 كيلومتران، وهي قرية صغيرة بقرب حصن مهران مطلة على وادي ناخ من جهة الشرق. ونهر مهران من جهة الشمال.

## السكان
يبلغ عدد سكان القرية 200 شخص من أهل السنة والجماعة وعلى المذهب الشافعي. بها عيادة صحية ومسجد ومدرسة مشتركة، وأيضاً بها خسمة برك لحفظ مياه الأمطار، وآثار لمسجد قديم يرجع تاريخه إلى عدة قرون مما يدل على قدمت هذه القرية. وبها مزارع النخيل وبعض الآبار الارتوازية القديمة.

## حدود قرية آسو
من الشمال: سلسلة جبال الناخ، ومن الجنوب نهر مهران، ومن الغرب قرية صالح آباد وهضبة (تنب بردومه)، ومن الشرق تنتهي بحصن مهران.

## سبب التسمية
سبب تسمية القرية باسم (آسو)، قيل أنها جائة من كلمة: « أسواء » : ج سواء، وهو المُـثُـل والمساوي، وسواء الشيء: مِثـلُـهُ، والآسي: جمع آسوه، وهي ما يتعّزى ويتـآسى به الحزين. أيضاً قيل أن في الماضي كانت تسكن هذه المنطقة البدو الرحل، وكانت تصنع لأغنامها « زريبة » لربط ماعزها واغنامها، والمحافظة عليها من الحيوانات المفترسة، وكانت تسمى « أسو ه »، وهي لفظة محلية تعني « زريبة » أي محبس الأغنام.

## موقع القرية عل خارطة غوغل ماب
- موقع آسو على: Google Maps